# Voussoir

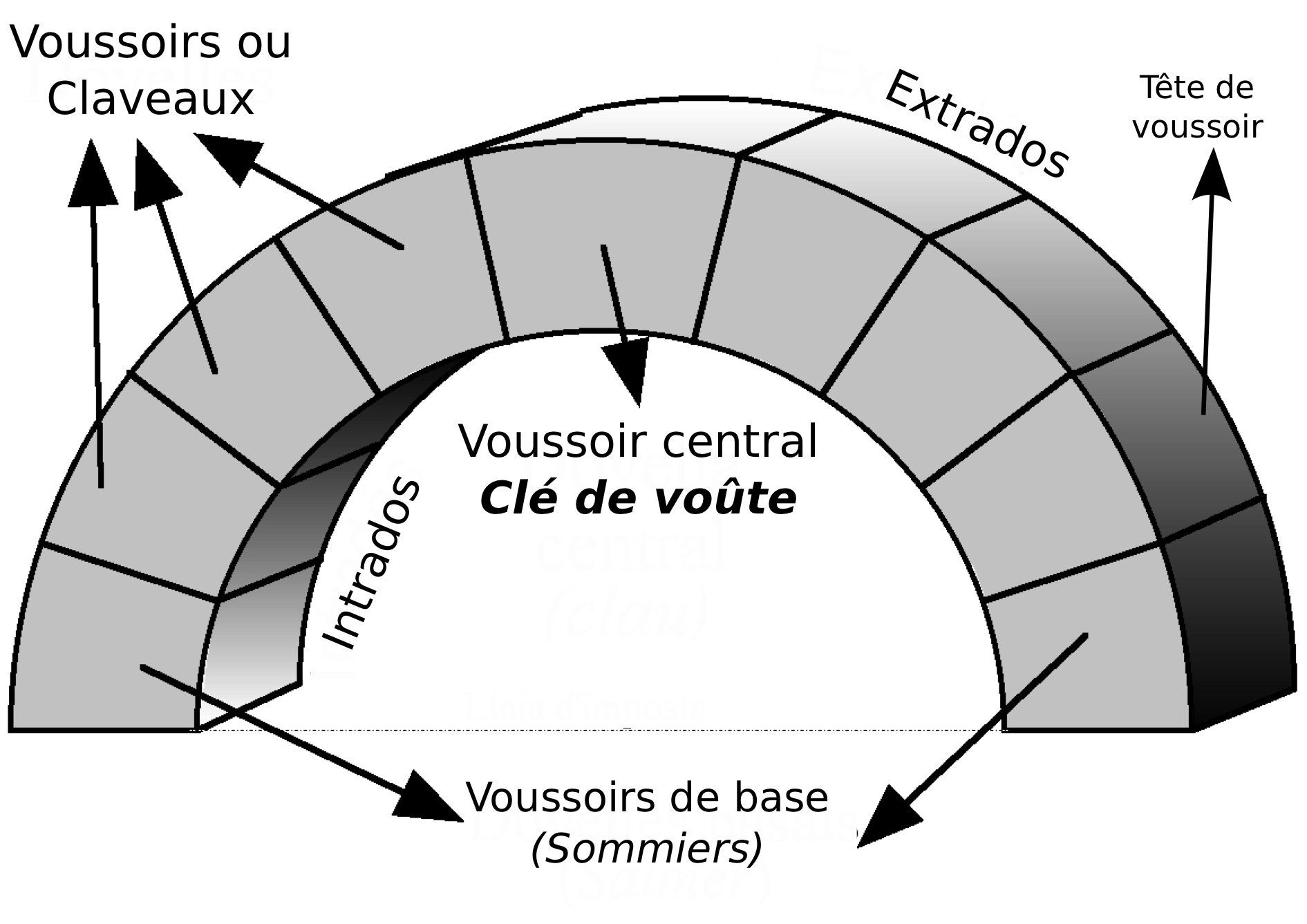
Gestapelde boogconstructie

Een voussoir is een steen die gebruikt wordt voor het construeren van een gestapelde boog en die altijd taps van vorm is.
Twee voussoirs zijn bijzonder: de eerste steen van een boog en de middelste steen bovenaan. De eerste steen van een boog wordt de aanzetsteen genoemd, de steen bovenaan in het midden is de sluitsteen.